# USS Davison (DD-618)
USS Davison (DD-618/DMS-37) là một tàu khu trục lớp Gleaves được Hải quân Hoa Kỳ chế tạo trong Chiến tranh Thế giới thứ hai. Nó đã tham gia suốt Thế Chiến II, cải biến thành một tàu quét mìn cao tốc với ký hiệu lườn DMS-37, sống sót qua cuộc xung đột, ngừng hoạt động năm 1949 và bị tháo dỡ năm 1973. Nó là chiếc tàu chiến duy nhất của Hải quân Hoa Kỳ được đặt theo tên Thiếu tá Hải quân Gregory C. Davison (1871–1935), một nhà khoa học và là chuyên gia về ngư lôi và tàu phóng lôi.

## Thiết kế và chế tạo
Davison được chế tạo tại xưởng tàu của hãng Federal Shipbuilding and Drydock Company ở Kearny, New Jersey. Nó được đặt lườn vào ngày 26 tháng 2 năm 1942; được hạ thủy vào ngày 19 tháng 7 năm 1942, và được đỡ đầu bởi bà G. C. Davison, vợ góa Thiếu tá Davison. Con tàu được cho nhập biên chế cùng Hải quân Hoa Kỳ vào ngày 11 tháng 9 năm 1942 dưới quyền chỉ huy của Thiếu tá Hải quân W. C. Winn.

## Lịch sử hoạt động
Davison khởi hành từ New York vào ngày 13 tháng 11 năm 1942, hộ tống một đoàn tàu vận chuyển binh lính tăng viện và tiếp liệu đi sang Safi, Maroc từ ngày 8 đến ngày 18 tháng 12. Nó quay trở về New York vào ngày 10 tháng 1 năm 1943, và sau hai chuyến đi hộ tống khác sang Bắc Phi từ ngày 8 tháng 2 đến ngày 28 tháng 4, nó khởi hành từ Norfolk vào ngày 6 tháng 6 để đi Oran, đến nơi vào ngày 22 tháng 6.
Vào ngày 4 tháng 7, Davison khởi hành cùng Lực lượng Đặc nhiệm 85 để tham gia Chiến dịch Husky, cuộc đổ bộ của lực lượng Đồng Minh lên Sicily vào ngày 10 tháng 7. Nó hoạt động như tàu hộ tống vận tải và tuần tra ngoài khơi khu vực vận chuyển, cho đến khi quay trở về Oran vào ngày 22 tháng 7. Sáu ngày sau, nó lên đường quay trở về New York, về đến nơi vào ngày 8 tháng 8, để rồi lại lên đường vào ngày 21 tháng 8 cho một chuyến hộ tống vận tải đến Bizerte, tiếp nối bởi một chuyến hộ tống khác khởi hành vào ngày 7 tháng 10, đi ngang qua Belfast, Bắc Ireland để đến Palermo, Sicily. Đội của nó chịu đựng một cuộc không kích nặng nề của máy bay Không quân Đức đặt căn cứ tại miền Nam nước Pháp vào ngày 6 tháng 11 đang khi ngoài khơi Algiers; hỏa lực phòng không của nó bắn rơi một máy bay đối phương, rồi sau đó cứu vớt những người sống sót từ tàu khu trục Beatty (DD-640) và hai tàu buôn bị trúng ngư lôi. Nó quay trở về New York ngang qua Belfast vào ngày 24 tháng 1 năm 1944; rồi còn thực hiện hai chuyến hộ tống khác đến Bắc Ireland và Scotland từ ngày 11 tháng 2 đến ngày 21 tháng 4, hộ tống các đoàn tàu từ Norfolk và New York sang Naples, Marseilles và Oran cho đến ngày 7 tháng 6 năm 1945.
Vào ngày 8 tháng 6 năm 1945, Davison đi đến Charleston, South Carolina để được cải biến thành một tàu quét mìn cao tốc; nó được xếp lại lớp với ký hiệu lườn mới DMS-37 vào ngày 23 tháng 6, và thủy thủ đoàn được huấn luyện thực hành quét mìn tại vịnh Chesapeake cho đến ngày 27 tháng 8. Nó khởi hành từ Norfolk để đi sang khu vực Tây Thái Bình Dương, đi đến Okinawa vào ngày 15 tháng 10. Con tàu đã hoạt động rà quét mìn tại Hoàng Hải, và tiếp tục ở lại làm nhiệm vụ chiếm đóng tại Viễn Đông cho đến ngày 11 tháng 3 năm 1946, khi nó rời Yokosuka quay trở về Hoa Kỳ, về đến San Francisco vào ngày 31 tháng 3.
Davison lại phục vụ tại khu vực Tây Thái Bình Dương từ ngày 12 tháng 9 năm 1946 đến ngày 29 tháng 3 năm 1947, ghé qua Trân Châu Cảng, Eniwetok, Guam, nhiều cảng Trung Quốc và Triều Tiên cũng như Kwajalein. Vào ngày 10 tháng 3 năm 1948, nó lại lên đường đi sang phía Tây, lần này cùng một nhóm thuộc Phòng thí nghiệm Nghiên cứu Hải quân để thử nghiệm khí cầu tại khu vực quần đảo Marshall, quay trở về San Diego vào ngày 4 tháng 6.
Davison được cho xuất biên chế và đưa về lực lượng dự bị tại San Diego vào ngày 24 tháng 6 năm 1949. Vẫn đang trong thành phần dự bị, nó được xếp lớp trở lại DD-618 vào ngày 15 tháng 7 năm 1955. Tên nó được cho rút khỏi danh sách Đăng bạ Hải quân vào ngày 15 tháng 1 năm 1972, và lườn tàu bị bán để tháo dỡ vào ngày 27 tháng 8 năm 1973.

## Phần thưởng
Davison được tặng thưởng ba Ngôi sao Chiến trận do thành tích phục vụ trong Thế Chiến II.